# Apaseo el Grande
Apaseo el Grande é um município do estado de Guanajuato, no México.